# Clubiona tabupumensis
Clubiona tabupumensis este o specie de păianjeni din genul Clubiona, familia Clubionidae, descrisă de Petrunkevitch, 1914.
Este endemică în Myanmar. Conform Catalogue of Life specia Clubiona tabupumensis nu are subspecii cunoscute.